# Carrie Fisher
Carrie Frances Fisher (n. 21 octombrie 1956, Beverly Hills, California, SUA – d. 27 decembrie 2016, Los Angeles, California, SUA) a fost o actriță, scenaristă și producătoare de film americană. A devenit faimoasă pentru rolul prințesei Leia Organa din filmul Războiul stelelor. Alte roluri mai importante sunt cele din comedia romantică Șampon (1975), Frații Blues (1980), Hannah și surorile ei (1986), comedia neagră Vecinii (1989), Când Harry a cunoscut-o pe Sally (1989). Carrie Fisher este și autoarea unui roman autobiografic Postcards from the Edge (Salutări de la Hollywood) și scenariul pentru filmul cu același nume. 
A decedat pe data de 27 decembrie 2016, la vârsta de 60 de ani, după ce intrase în stop cardiac, cu patru zile mai devreme, în timpul unui zbor transatlantic.

## Copilăria

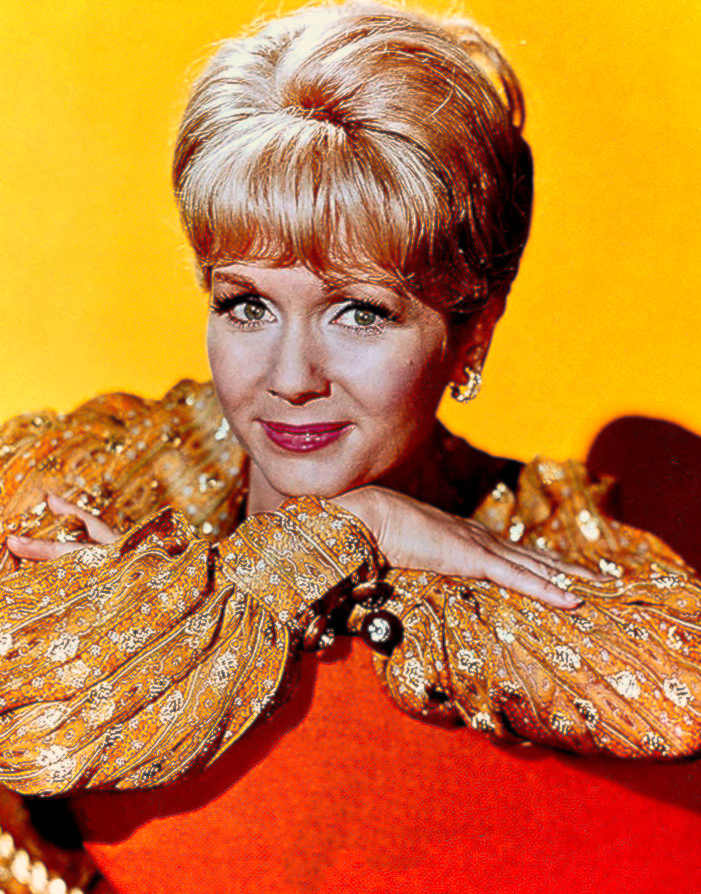
Mama lui Carrie Fisher, actriţa Debbie Reynolds, în 1970

Fisher  s-a născut în Beverly Hills, California, fiind fiica cântărețului Eddie Fisher și actriței Debbie Reynolds. Bunicii din partea tatălui au fost imigranți evrei ruși. Mama sa a fost crescută în spiritul bisericii nazarinene și are strămoși de origine irlandeză

Când Fisher avea vârsta de doi ani, părinții ei au divorțat, după ce tatăl ei a părăsit-o pe Debbie Reynolds pentru prietena ei apropiată, actrița Elizabeth Taylor. În anul urnător mama ei s-a recăsătorit cu Harry Karl, proprietarul unui lanț de magazine de încălțăminte
Fisher s-a refugiat în lectură, fiind poreclită în familie „șoarecele de bibliotecă".Și-a petrecut copilăria citind literatură clasică și scriind poezie. Ea a urmat cursurile liceului din Beverly Hills; la vârsta de 15 ani a debutat în musicalul de pe Broadway Irene (1973), în care juca mama ei.  Această activitate i-a influențat negativ activitatea școlară și nu a mai absolvit niciodată liceul. În 1973, Fisher s-a înscris la London Central School of Speech and Drama, ale cărei cursuri le-a urmat timp de 18 luni, iar în 1978, Fisher a fost acceptată la  Sarah Lawrence College, unde intenționa să studieze artele. Nu a mai absolvit colegiul datorită filmărilor la Războiul stelelor.

## Cariera

### Anii 1970

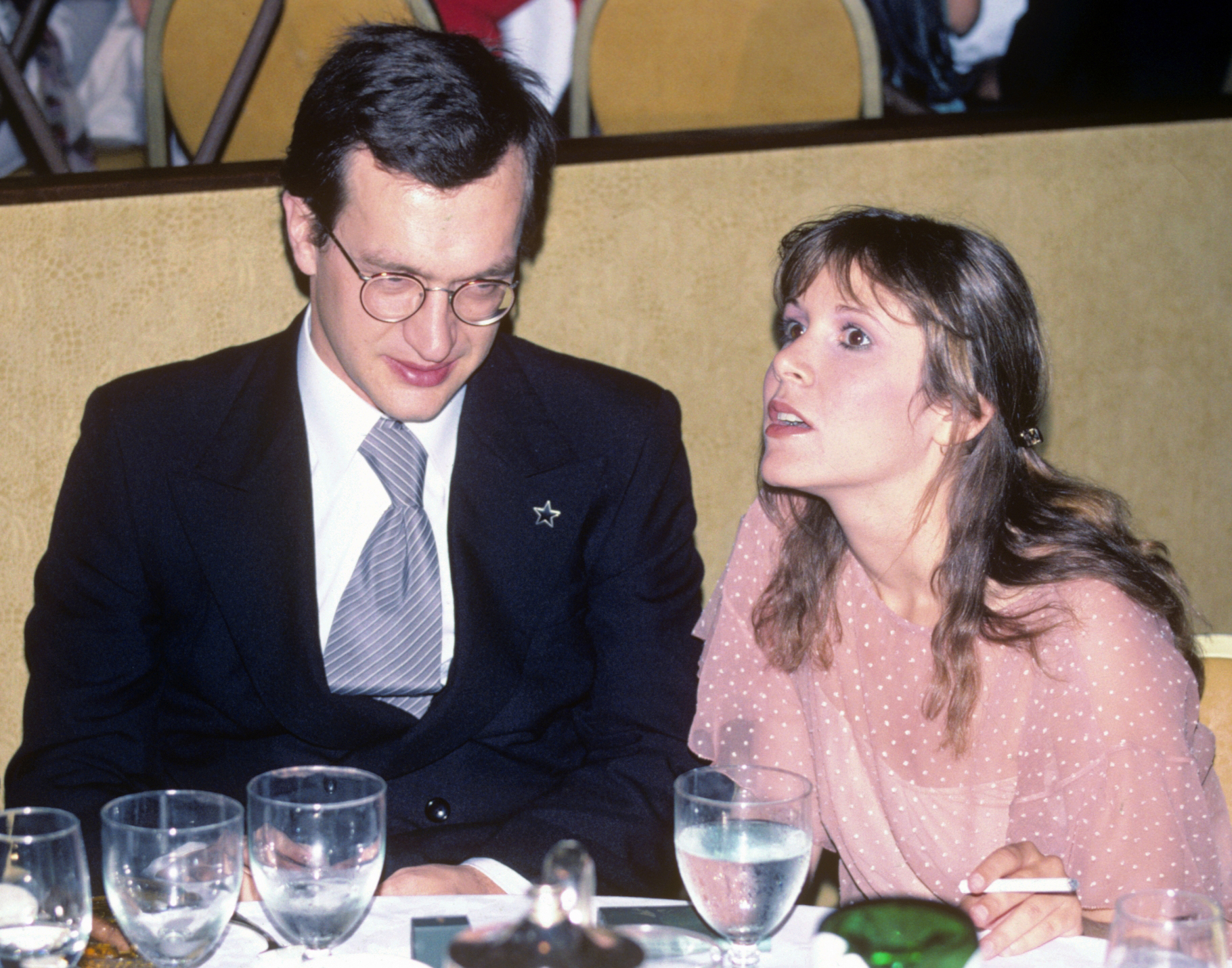
Fisher alături de Wim Wenders în 1978

Carrie Fisher și-a făcut debutul în film în comedia studiourilor Columbia Pictures Shampoo (1975), avându-i în rolurile principale pe  Warren Beatty, Julie Christie și Goldie Hawn, în rolurile părinților personajului său fiind Lee Grant și Jack Warden. În 1977, Fisher a jucat rolul Prințesa Leia în filmul SF al regizorului George Lucas Războiul stelelor, alături de Mark Hamill și Harrison Ford.În timpul filmărilor a avut o relație cu Ford (care atunci era căsătorit cu Mary Marquardt), afirmând „a fost atât de intensă... În timpul săptămânii eram Han și Leia, și Carrie și Harrison în timpul weekendului."
În aprilie 1978 a jucat în filmul Ringo, alături de ex-membrul formației The Beatles, Ringo Starr.Luna următoare a apărut alături de John Ritter în filmul TV al canalului ABC-Leave Yesterday Behind.În același an apare alături de Laurence Olivier și Joanne Woodward în serialul Laurence Olivier Presents, în versiunea televizată a piesei lui William Inge Come Back Little Sheba. În luna noiembrie a aceluiași an apare în rolul prințesei Leia în producția TV Star Wars Holiday Special, cântând în scena finală.

### Anii 1980
Fisher a apărut în filmul The Blues Brothers în rolul fostei iubite răzbunătoare a lui Jake; are o apariție meritorie în rolul „femeii misterioase".În timpul filmărilor din Chicago, Dan Aykroyd i-a salvat viața prin manevra Heimlich, după ce s-a înecat cu o bucată de varză de Bruxelles  A apărut și pe Broadway în Censored Scenes from King Kong în 1980. În același an, a reluat rolul care a consacrat-o, Prințesa Leia în Războiul stelelor - Episodul V: Imperiul contraatacă, apărând alături de celelalte vedete din film pe coperta revistei Rolling Stone din 12 iulie, pentru promovarea filmului

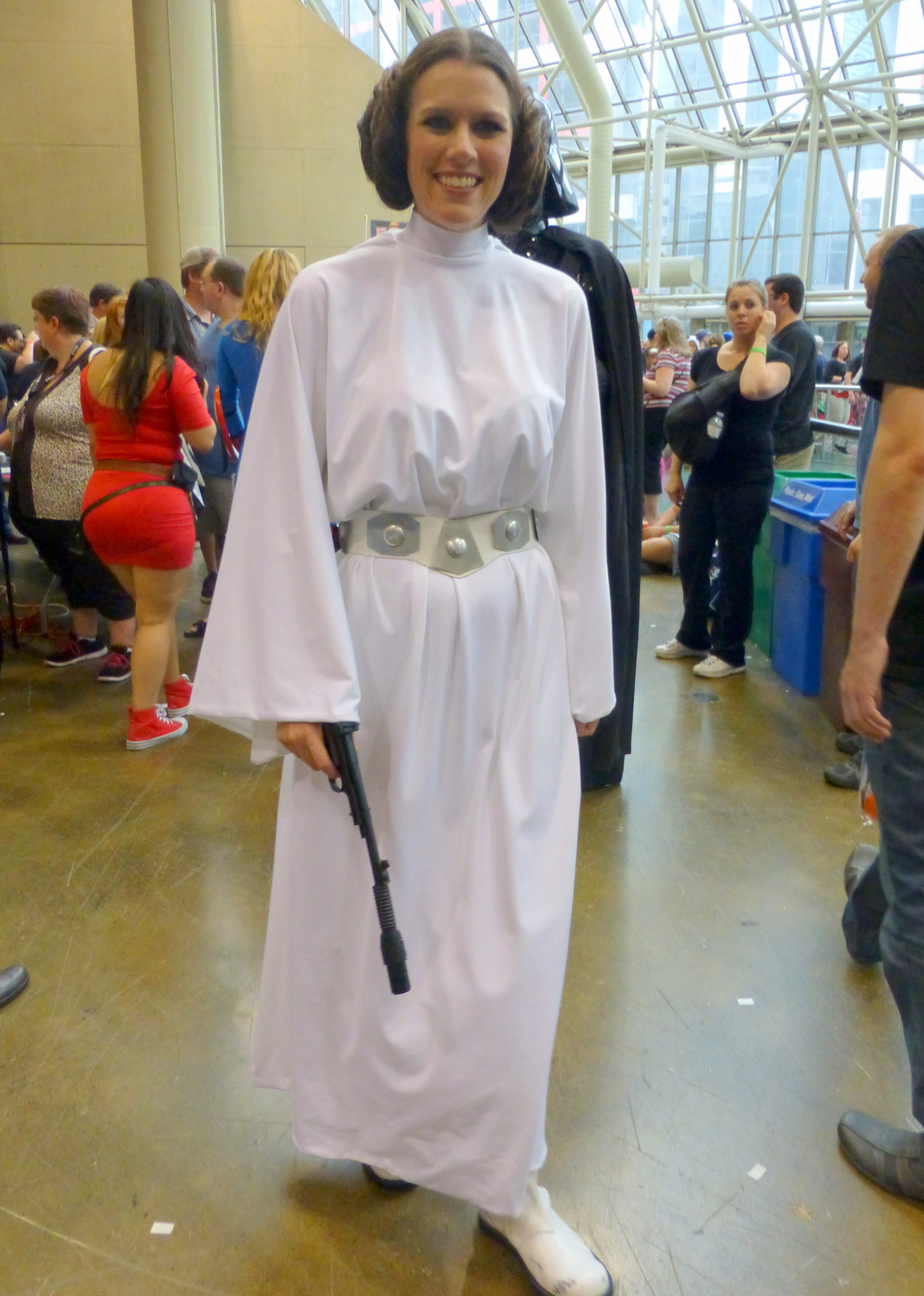
Prințesa Leia la o întâlnire a fanilor Star Wars în Toronto

În 1982 a jucat într-o piesă de teatru de pe Broadway Agnes of God 
În 1983, Fisher s-a întors la rolul prințesei Leia în Războiul stelelor - Episodul VI: Întoarcerea lui Jedi, și a pozat în bikini (Princess Leia metal bikini) pe coperta ediției de vară din 1983 a revistei Rolling Stone, tot pentru promovarea filmului.
În 1987, Fisher și-a publicat primul roman, Postcards from the Edge ((Ilustrate de pe marginea prăpastiei). Cartea era semiautobiografică, în sensul că unele evenimente din viața reală, cum ar fi dependența de droguri de la finele anilor '70 sau legate de relația cu mama ei, au fost satirizate sau inventate. Cartea a devenit un bestseller și a primit Los Angeles Pen Award pentru „Cel mai bun roman de debut”. Tot în 1987 a jucat în filmul australian The Time Guardian. În 1989, Fisher a avut un rol secundar în Când Harry a cunoscut-o pe Sally, iar în același an a apărut în rolul soției lui Tom Hanks în The 'Burbs.

### Anii 1990
În 1990, studiourile Columbia Pictures au lansat o ecranizare după Postcards from the Edge, adaptarea cărții pentru ecran fiind făcută chiar de Fisher și avându-i în rolurile principale pe Meryl Streep, Shirley MacLaine și Dennis Quaid. Fisher apare în comedia fantastică Drop Dead Fred în 1991, și a mai jucat rolul unui terapeut în Austin Powers: International Man of Mystery (1997). În anii '90 îi apar romanele Surrender the Pink (1990) și Delusions of Grandma (1993). A participat și la realizarea scenariilor unor filme cum ar fi Armă mortală 3 (unde a scris o parte din dialogurile lui Rene Russo), Outbreak (tot cu Rene Russo) și The Wedding Singer.

### Anii 2000
În filmul din 2000 Scream 3, Fisher a jucat rolul unei foste actrițe, iar în 2001 a interpretat o călugăriță  în comedia lui Kevin Smith,  Jay and Silent Bob Strike Back. A fost co-scenaristă la comedia These Old Broads (2001), pentru care a fost și unul dintre producătorii executivi. În rolurile principale jucau mama ei, Debbie Reynolds, împreună cu Elizabeth Taylor, Joan Collins și Shirley MacLaine.
Pe lângă actorie și propriile scenarii, Fisher a lucrat la  Hollywood și la retușarea scenariilor altor scriitori A retușat scenarii de film într-un interval de 15 ani, între 1991 și 2005. A fost angajată de George Lucas să supervizeze scenariile pentru serialul TV din 1992 The Young Indiana Jones Chronicles și dialogurile din Episoadele I,II și III (Războiul Clonelor). 
În 2005, Women in Film and Television International (WIFTI) i-a acordat, în semn de recunoaștere, premiul Women of Vision Award.
Fisher a fost vocea șefei lui Peter Griffin, Angela, în  sitcomul animat Family Guy și a scris prefața pentru o carte de fotografii intitulată Hollywood Moms, publicată în 2001. Fisher a publicat și o continuare la Postcards from the Edge, The Best Awful There Is, în 2004. 

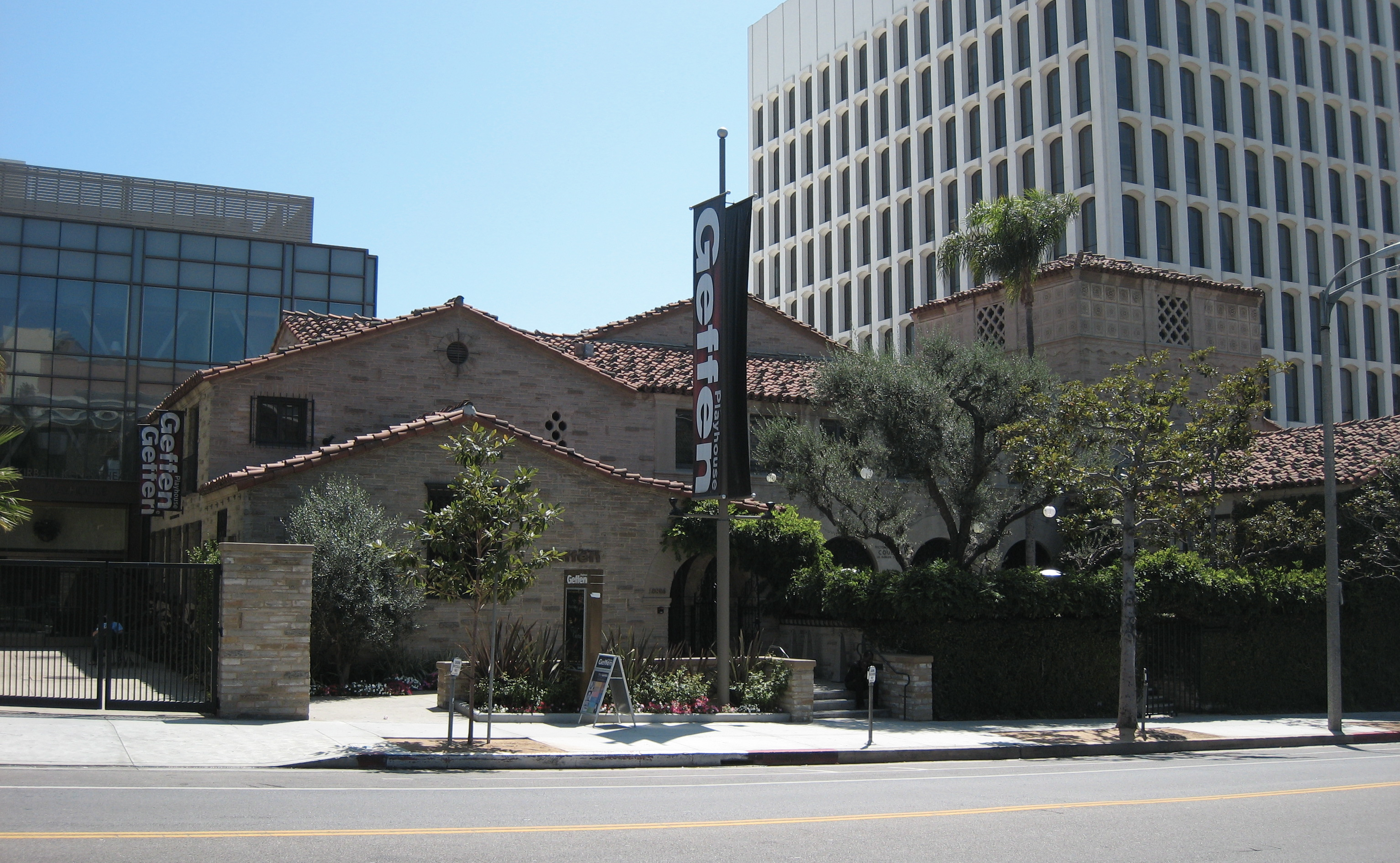
Geffen Playhouse, teatrul din Los Angeles în care s-a jucat pentru prima dată piesa Wishful Drinking

Fisher a scris și a jucat în piesa de teatru Wishful Drinking la  Geffen Playhouse în Los Angeles, între noiembrie 2006 și ianuarie 2007. Piesa s-a jucat apoi pe tot parcursul anului 2008 la Berkeley Repertory Theater, teatrul Hartford din San Jose,  Arena Stage în Washington D.C. și în Boston.

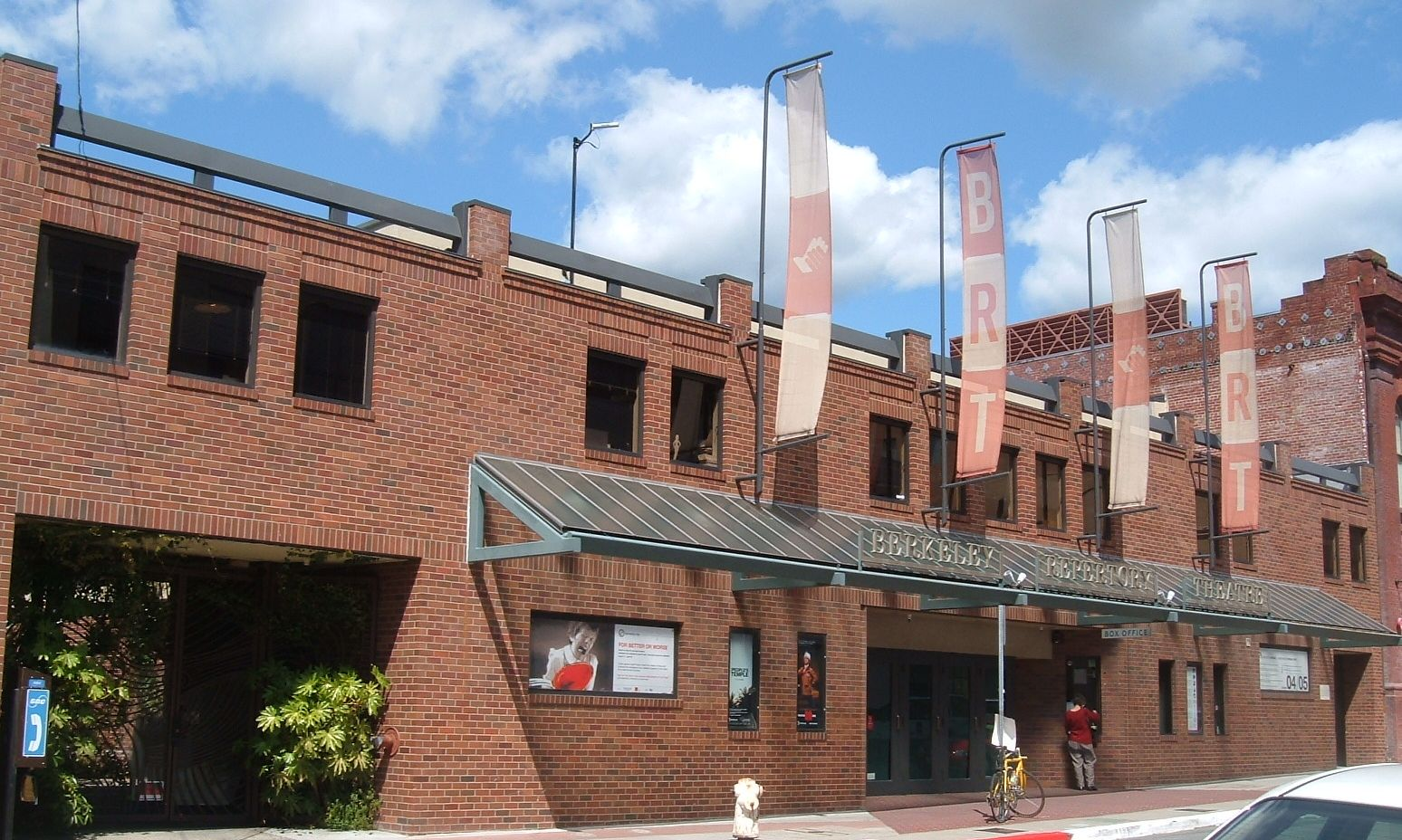
Berkeley Repertory Theatre în Berkeley, California

Fisher și-a publicat cartea autobiografică,  intitulată Wishful Drinking, bazată pe piesa de succes cu același nume, în decembrie 2008, plecând și într-un turneu de promovare. În 2009 piesa s-a jucat și la Seattle Repertory Theatre. Wishful Drinking a deschis stagiunea pe Broadway, în New York, la Studio 54, fiind jucată din octombrie 2009 până în ianuarie 2010. În decembrie 2009, cartea audio Wishful Drinking i-a adus o nominalizare la  Premiile Grammy 2009,  la categoria Best Spoken Word Album.
Fisher s-a alăturat gazdei Robert Osborne la canalul Turner Classic Movies în serile de sâmbătă din 2007 pentru The Essentials, cu informații și dialoguri spumoase despre cele mai bune filme de la Hollywood. A fost invitată în episodul intitulat „Sex and Another City" din serialul Sex and the City cu Sarah Jessica Parker. Pe 25 octombrie 2007, Fisher a interpretat personajul Rosemary Howard în episodul numit „Rosemary's Baby" din sitcomul satiric 30 Rock, rol pentru care a primit o nominalizare la Premiile Grammy. În 28 aprilie 2008 a fost invitata emisiunii concurs de televiziune Deal or No Deal. În 2008, a avut și o scurtă apariție, în rolul unei doctorițe, în comedia Fanboys.

### Anii 2010
În 2010, HBO a difuzat un documentar bazat pe o reprezentație live a piesei lui Fisher Wishful Drinking. Fisher a apărut și în cel de-al șaptelea sezon al serialului de televiziune Entourage, tot pe HBO, în vara anului 2010.

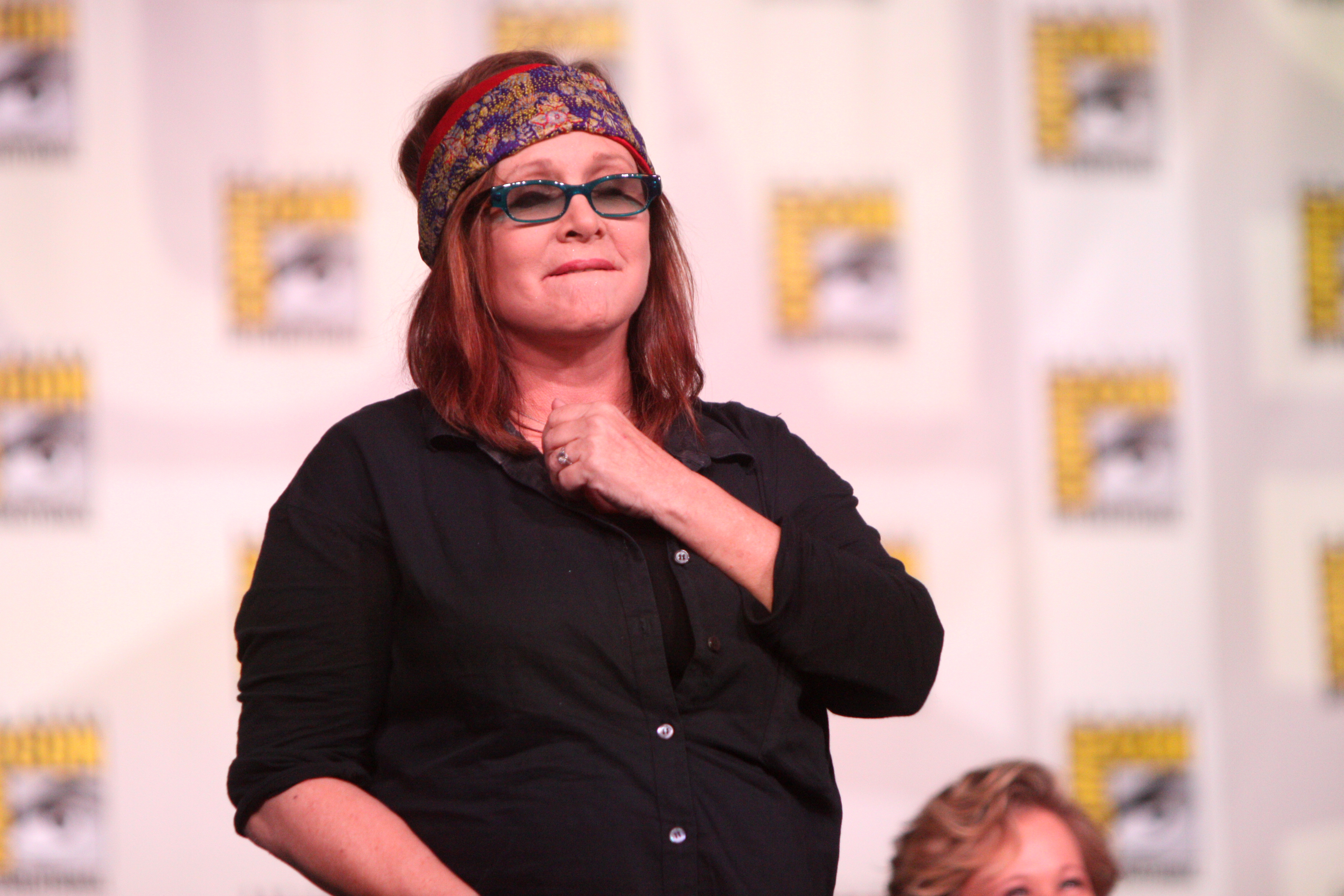
Carrie Fisher la San Diego Comic-Con International în 2012

Fisher s-a numărat printre artiștii invitați la emisiunea lui Roseanne Barr la canalul TV Comedy Central, emisiune difuzată în august 2012. În monologul său, Fisher și-a ironizat propria stare de sănătate mintală („după cum probabil ați observat sunt bolnavă psihic, dar nu sunt singura”),dar și glumele colegilor de platou legate de greutate și menopauză. 
A fost selectată ca membru al juriului pentru Festivalul de film de la Veneția din 2013. A avut o apariție și în spectacolul britanic de comedie QI, difuzat în  25 decembrie 2014. Fisher a jucat alături de Sharon Horgan și actorul american de comedie  Rob Delaney în sitcomul Catastrophe, un serial de comedie în șase episoade, pentru canalul britanic Channel 4.
Cartea de memorii a lui Fisher The Princess Diarist, a apărut în noiembrie 2016. Cartea se bazează pe jurnalele pe care le-a ținut în timpul filmărilor la trilogia Star Wars, la sfârșitul anilor '70 și începutul anilor '80.

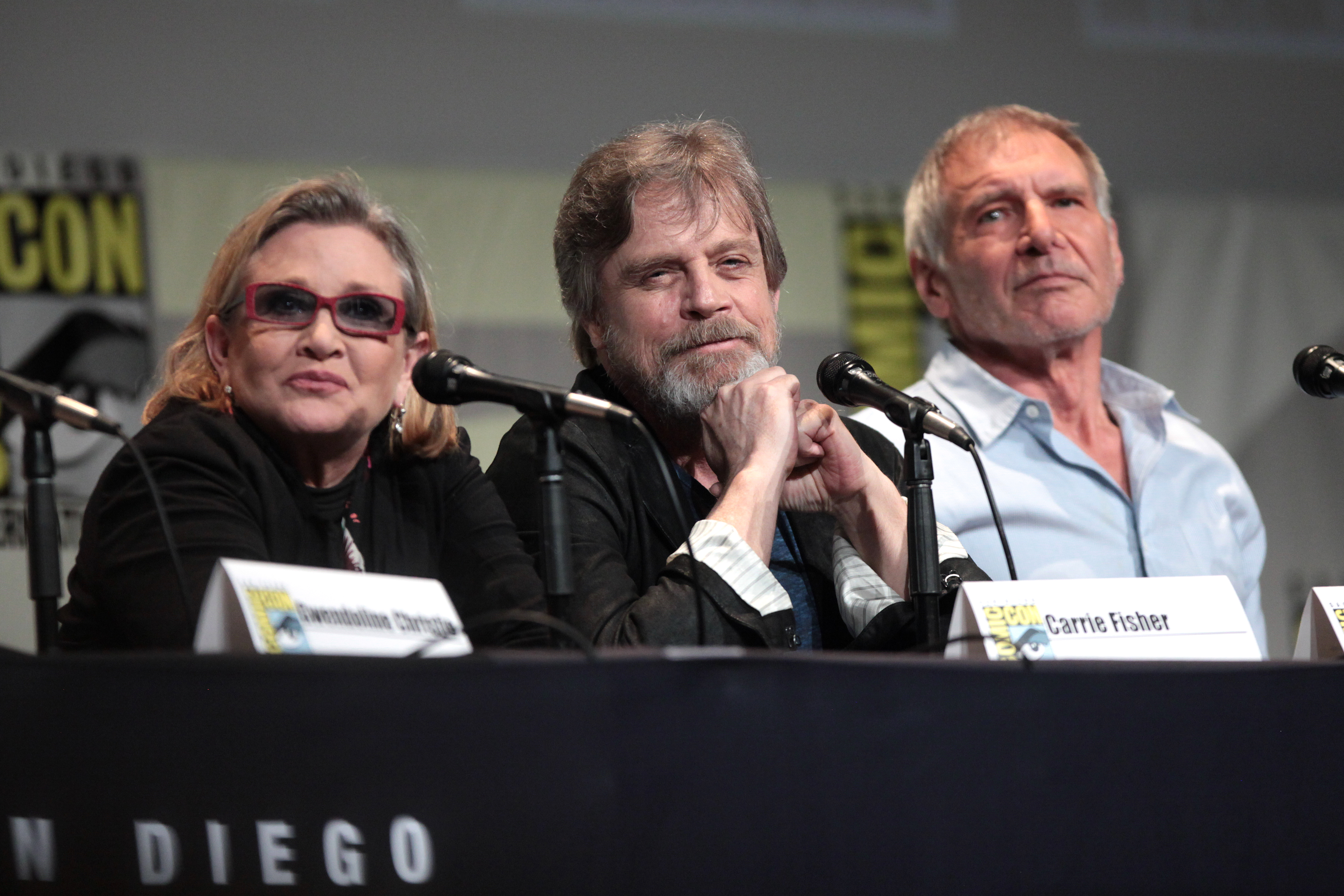
Fisher alături de colegii din Star Wars Mark Hamill și Harrison Ford în iulie 2015

Fisher a confirmat în martie 2013 că va relua rolul Prințesa Leia în Episode VII; într-un interviu ce a urmat anunțului că o nouă trilogie Star Wars va fi produsă, Fisher a afirmat că Leia era "bătrână. Ea se află într-un azil de bătrâni intergalactic [râde]. Cred că va fi ca și înainte, doar mai înceată și mai puțin dornică de o mare bătălie." 
Într-un interviu din ianuarie 2014 pentru TV Guide, Fisher a confirmat implicarea ei și a celorlalți colegi din producția originală în episoadele următoare: „în ceea ce privește următorul film Star Wars, eu, Harrison Ford și Mark Hamill trebuie să ne prezentăm pe platouri în martie sau aprilie. Mi-ar plăcea să port din nou vechea coafură, cu cocurile în formă de chifle cu scorțișoară, dar cu părul mai cărunt. Cred că ar fi amuzant."
În martie Fisher a afirmat că se mută la Londra pentru șase luni pentru că acolo vor avea loc fimările. Pe 29 aprilie 2014 distribuția pentru Episodul VII din Star Wars a fost anunțată în mod oficial, iar Fisher, alături de Harrison Ford, Mark Hamill, Peter Mayhew, Anthony Daniels,  Kenny Baker au fost cu toții distribuiți în rolurile lor originale din film. Episodul intitulat Războiul stelelor - Episodul VII: Trezirea Forței a avut premiera în 18 decembrie 2015. Fisher a fost nominalizată pentru interpretarea ei la cea de-a 42-a ediție a Premiilor Saturn.
Fisher a terminat filmările la Episodul VIII din Star Wars cu puțin timp  înainte de moartea ei . Revista Variety a relatat imediat după decesul ei că Fisher urma să apară și în Episodul IX, iar acum Lucasfilm, Disney și celelalte părți implicate în proiect vor trebui să hotărască ce se va întâmpla cu personajul ei.
Fisher și mama ei au apărut în Bright Lights: Starring Carrie Fisher and Debbie Reynolds, un documentar din 2016 despre relația strânsă dintre cele două. A avut premiera la Festivalul de film de la Cannes din 2016. Premiera de televiziune va fi pe 7 ianuarie 2017, la HBO. După USA Today filmul este „un portret intim al celebrităților de la Hollywood  ... le descrie pe larg viața prin interviuri, fotografii, filme de arhivă... Culminează cu o scenă emoționantă în care Reynolds se pregătește să primească un premiu pentru întreaga carieră (2015 Screen Actors Guild Life Achievement Award), premiu prezentat chiar de către fiica ei."

## Viața personală

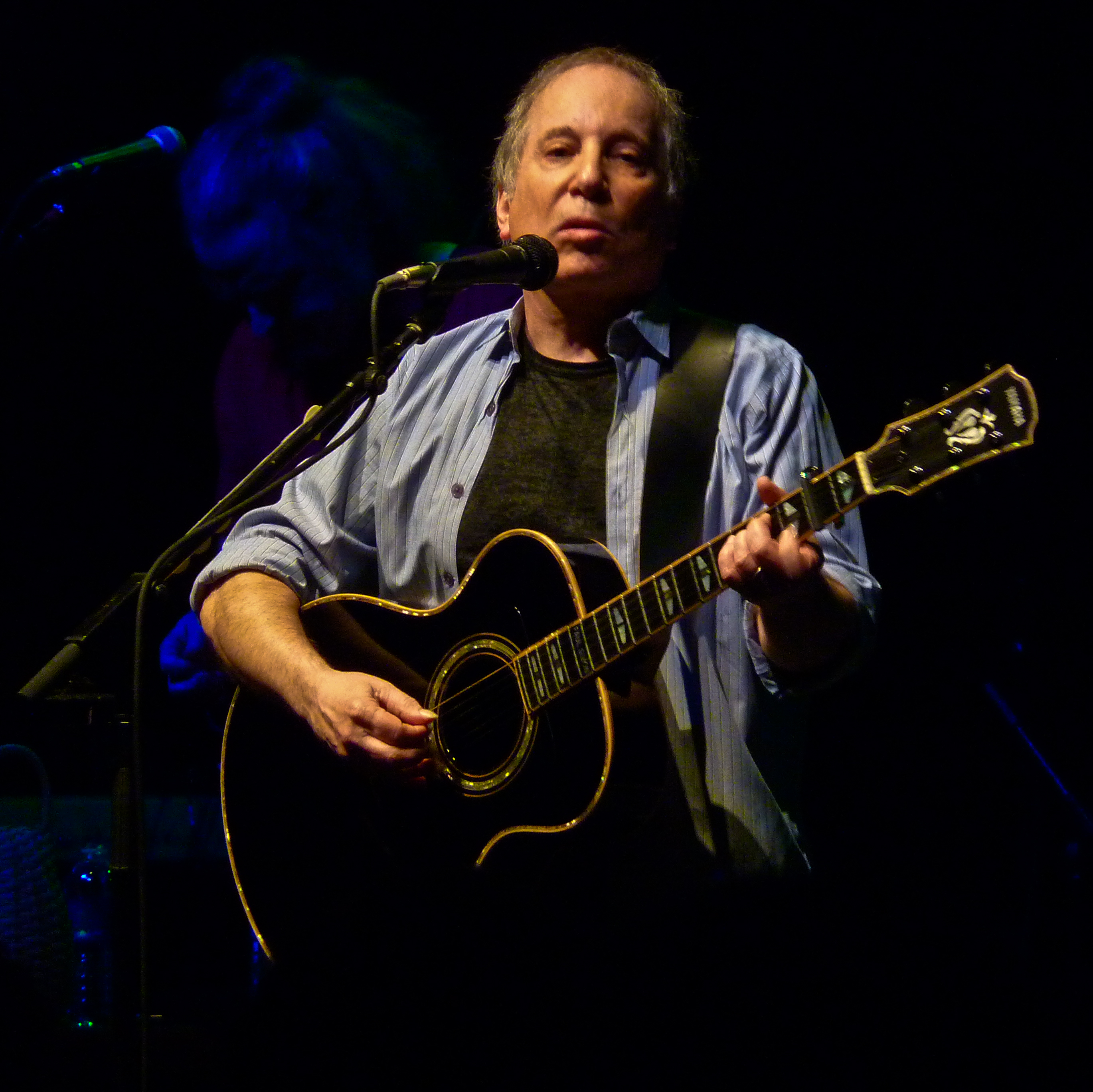
Fostul soţ al lui Carrie Fisher, cantautorul şi actorul Paul Simon în mai 2011

Fisher s-a întâlnit între 1977 și 1983 cu muzicianul Paul Simon, pe care-l cunoscuse pe platourile de filmare la Star Wars. În 1980 ea a fost logodită pentru scurt timp cu actorul canadian de comedie Dan Aykroyd, care a cerut-o în căsătorie în timpul filmărilor la The Blues Brothers. Ea a declarat: „aveam  verighetele, făcusem testele de sânge, tot ce trebuie. Dar apoi am reluat relația cu Paul Simon." Fisher a fost căsătorită cu Simon între august 1983 și iulie 1984, și s-au mai întâlnit o perioadă și după divorț. În timpul căsătoriei, a apărut în clipul piesei lui Simon "Rene and Georgette Magritte with Their Dog after the War".  Melodia lui Simon "Hearts and Bones" este despre povestea lor de dragoste.

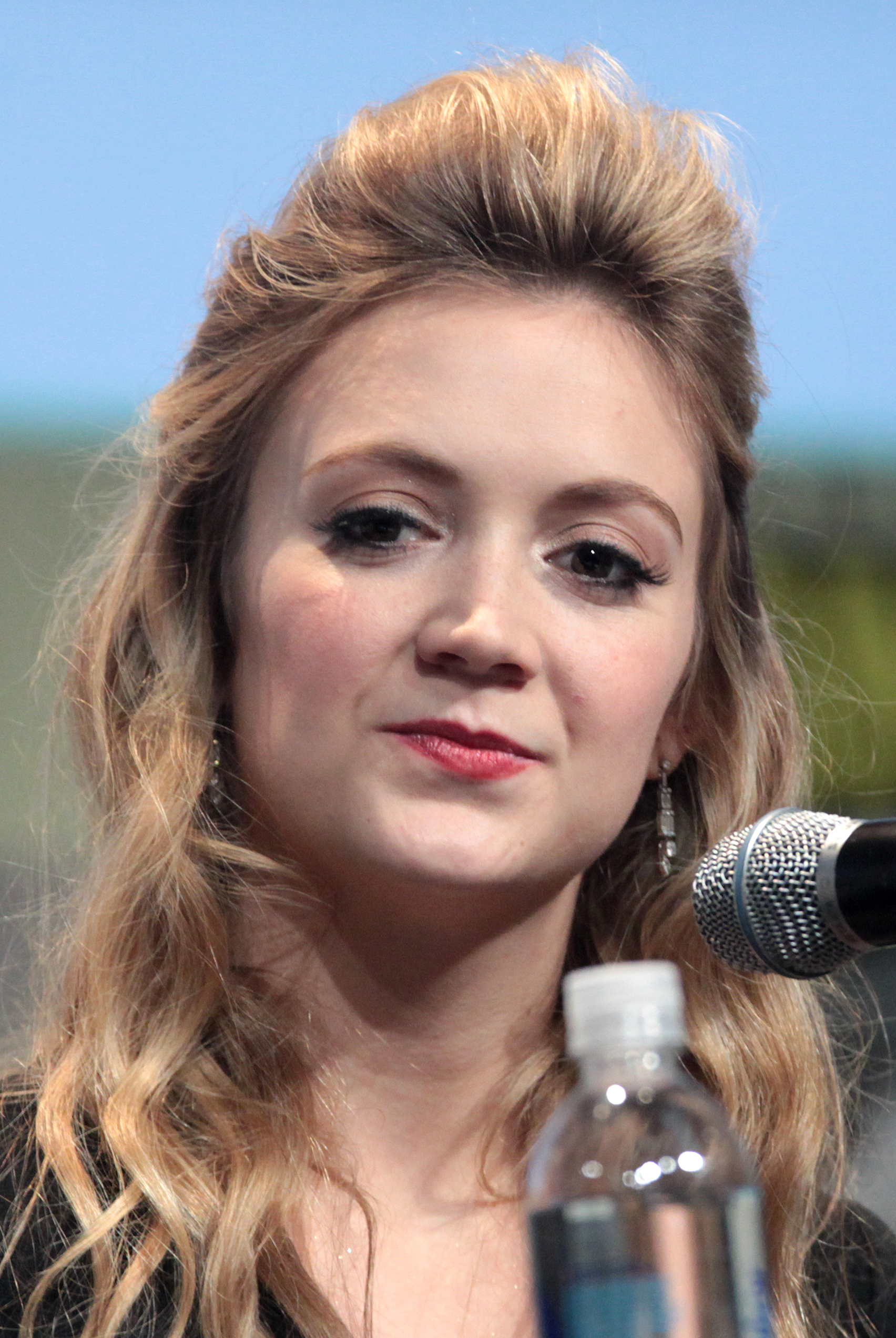
Singurul copil al lui Carrie Fisher, actrița Billie Lourd

Ulterior ea a avut o relație cu directorul agenției de talente "Creative Artists", Bryan Lourd. Au avut împreună o fată, Billie Catherine Lourd (n. 17 iulie 1992). Eddie Fisher a afirmat în cartea lui autobiografică (Been There Done That) că numele nepoatei sale este Catherine Fisher Lourd, iar diminutivul „Billy". Legătura lor s-a încheiat când Lourd a părăsit-o pentru a avea o relație cu un bărbat. Deși Fisher l-a descris pe Lourd în interviuri ca fiind cel de-al doilea soț al ei, ea și Lourd nu au fost niciodată căsătoriți legal.
În autobiografia ei din 2016, The Princess Diarist, Fisher a scris că a avut o aventură de 3 luni cu Harrison Ford, în 1976, în timpul filmărilor la Star Wars.
Fisher a avut o relație apropiată cu cântărețul James Blunt. În timp ce lucra la albumul Back to Bedlam din 2003, Blunt a petrecut mult timp la locuința lui Fisher. 

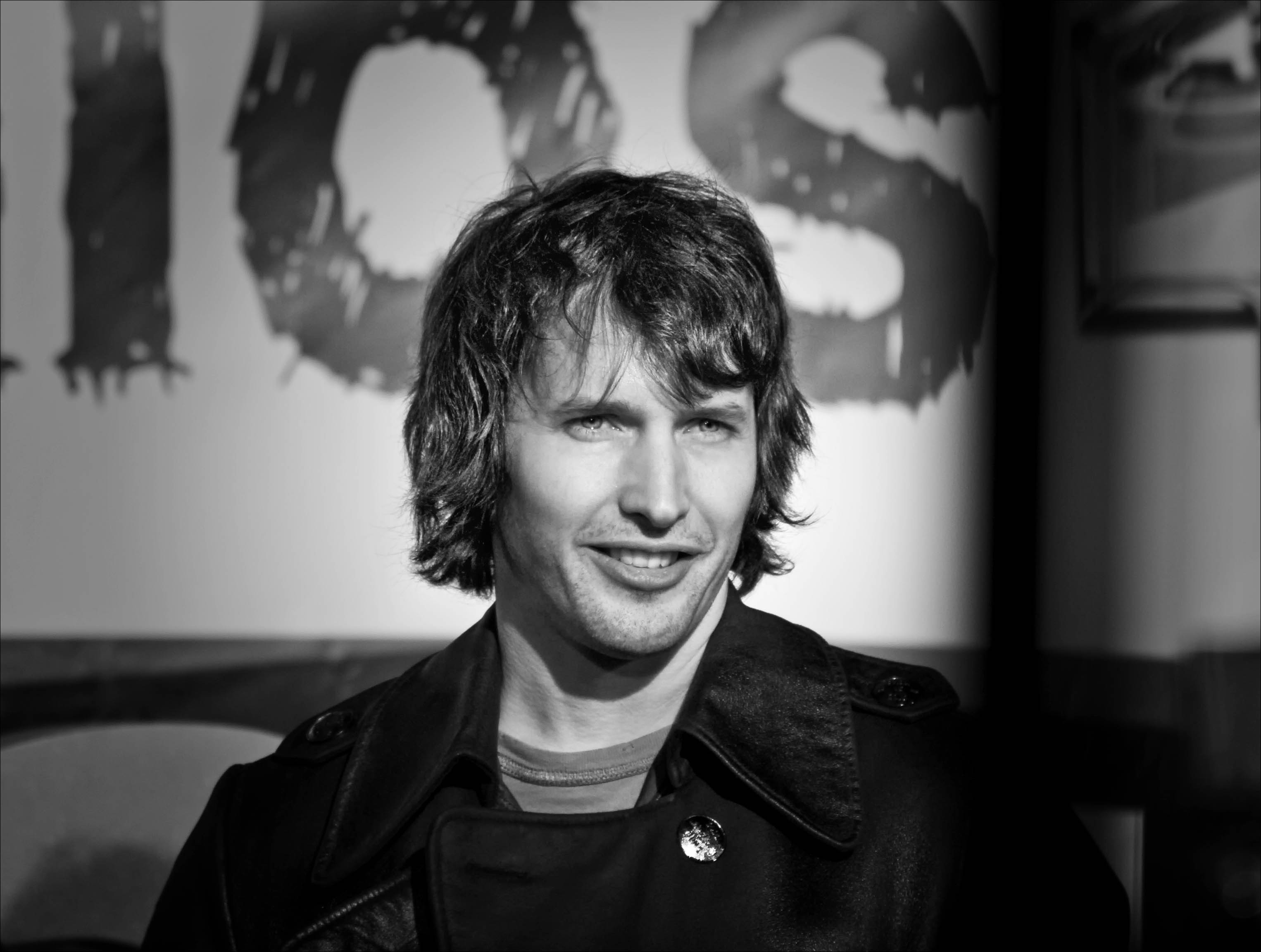
Cântăreţul englez James Blunt în 2008

Când George Wayne, de la revista Vanity Fair, a întrebat-o pe Fisher dacă relația lor a avut și conotații sexuale, ea a răspuns: „categoric nu, dar am devenit terapeuta lui. Era soldat. Băiatul ăsta văzuse lucruri teribile. De fiecare dată când James aude artificii sau lucruri asemănătoare, inima lui bate mai repede și devine agitat. Provine dintr-o lungă dinastie de soldați, ce își are începuturile prin secolul X. A fost căpitan, un cercetaș. Eu am devenit terapeutul lui James. Nu ar fi fost etic să mă culc cu un pacient."
Pe 26 februarie 2005, R. Gregory "Greg" Stevens, un lobbyist, a fost găsit mort în casa din California a lui Fisher. Autopsia a dezvăluit ca și cauză a morții o supradoză de "cocaină și oxicodonă, pe fondul unor afecțiuni cardiace cronice." Într-un interviu a afirmat că stafia lui Stevens îi bântuia casa, fapt care a marcat-o: „mi-am pierdut mințile timp de un an", a explicat ea, „iar în anul acela am reînceput să mă droghez."
Fisher s-a descris ca fiind o „agnostică convinsă, care ar fi fericită să i se poată demonstra că există un Dumnezeu". A fost crescută în spiritul protestantismului,dar a participat de multe ori și la sevicii religioase evreiești (tatăl ei fiind evreu), alături de prieteni evrei ortodocși.

### Decesul și in memoriam
După ce Fisher și-a încheiat turneul european în care își prezenta cartea The Princess Diarist, în data de 23 decembrie 2016 s-a urcat la bordul unei curse a companiei United Airlines pe aeroportul din Londra. Cu 15 minute înainte ca avionul să aterizeze pe aeroportul internațional din Los Angeles i s-a făcut rău. Câteva ziare și posturi de știri cum ar fi NBC News, New York Daily News și The Houston Chronicle au descris episodul ca fiind „un atac de cord masiv". Un pasager care stătea lângă Fisher a relatat că încetase să respire;un alt pasager i-a aplicat măsuri de prim ajutor până când paramedicii au ajuns la pacient. Serviciile de urgență din Los Angeles fuseseră alertate de membrii echipajului înainte de aterizare. Fisher a fost preluată de o ambulanță și dusă la Ronald Reagan UCLA Medical Center și pusă sub ventilație.
După patru zile de spitalizare la terapie intensivă, Carrie Fisher a încetat din viață pe 27 decembrie 2016, la ora 8:55; avea 60 de ani. Fiica lui Fisher, Billie Lourd, a confirmat moartea mamei sale într-o declarație pentru presă. Vestea morții lui Fisher s-a răspândit rapid în mediul online, fanii din întreaga lume adresând mesaje de condoleanțe. Numeroși colegi actori sau regizori, fie din Star Wars sau din alte filme în care a jucat, și-au împărtășit gândurile după decesul lui Fisher.

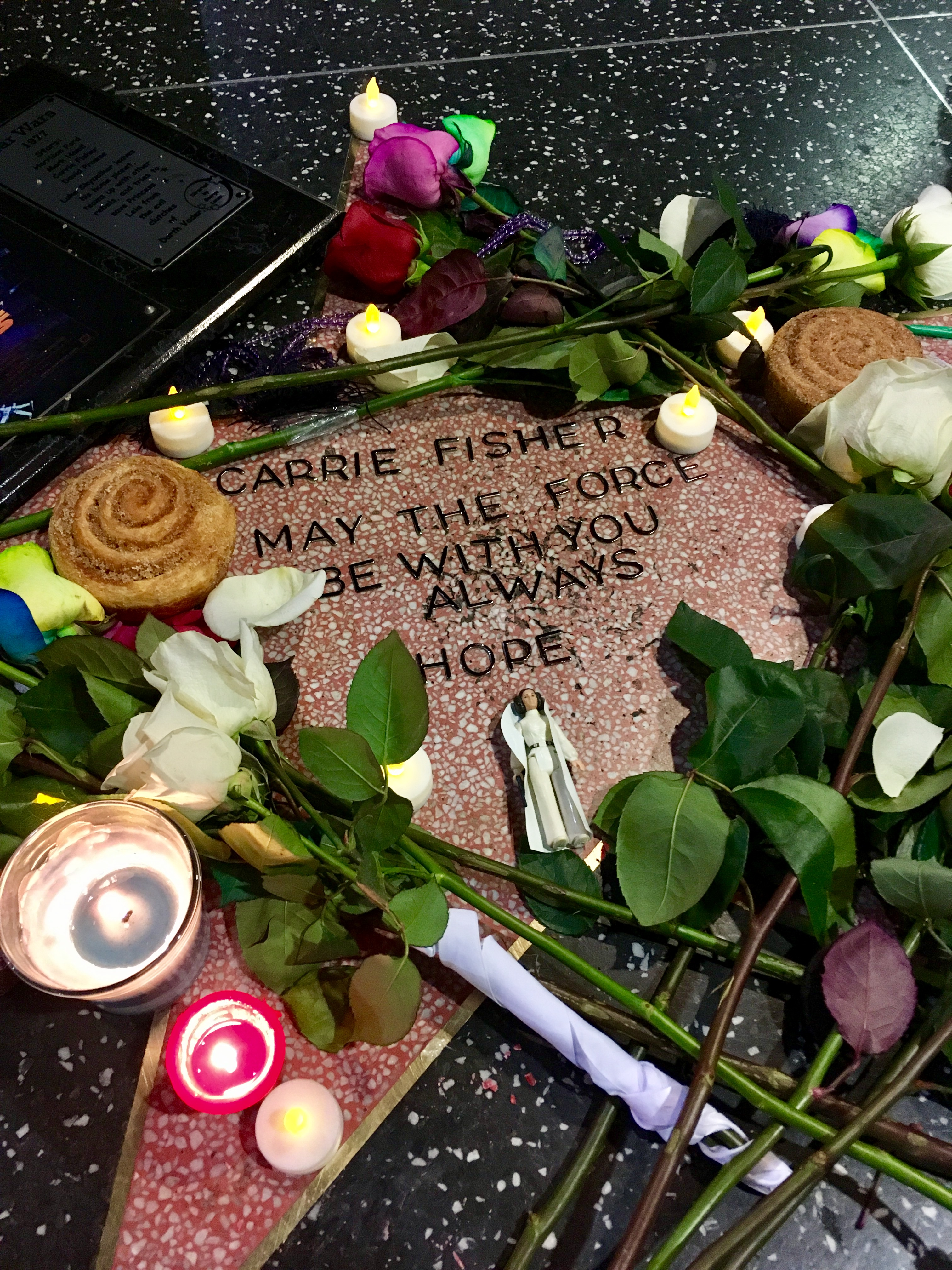
Steaua realizată de fani pentru Carrie Fisher pe Aleea Celebrităților din Hollywood

Mama ei, Debbie Reynolds, a murit în ziua următoare, după ce fusese dusă în grabă la spital, de la locuința fiului ei din Beverly Hills, acolo unde se întâlniseră pentru a pregăti funeraliile lui Carrie Fisher. Todd Fisher a spus că mama lui a suferit un accident vascular cerebral și a declarat agenției Associated Press că ea a spus „vreau să fiu cu Carrie", cu puțin timp înainte de a muri.

În cartea ei, Wishful Drinking, Fisher a scris că și-ar dori un astfel de necrolog: „vreau să se spună că m-am înecat în lumina lunii, strangulată cu propriul meu sutien." Câteva necroloage au preluat citatul.
În absența unei stele a lui Fisher pe Hollywood Walk of Fame, fanii i-au creat una. Alături de flori și lumânări, pe steaua nou creată scrie: „Carrie Fisher Forța fie cu tine pentru totdeauna...". În jocul video Star Wars: The Old Republic, mii de fani i-au adus un omagiu lui Fisher adunându-se la Casa Organa de pe planeta Alderaan unde locuia personajul lui Fisher din Star Wars. Priveghiuri cu săbii laser și alte evenimente similare în onoarea lui Fisher au fost ținute la mai multe cinematografe și în alte locații.
Carrie Fisher a fost incinerată; în data de 6 ianuarie 2017, mama ei Debbie Reynolds a fost înmormântată în Forest Lawn Memorial Park din Los Angeles, având alături o parte din cenușa fiicei ei. Cu o zi înainte s-a ținut o comemorare privată în casa lui Carrie Fisher din Beverly Hills, casă plină de obiecte de artă și reprezentând o parte din istoria Hollywoodului (în trecut locuită și de actrița Bette Davis). La comemorare au participat circa 200 de persoane, celebrități cum ar fi Candice Bergen, George Lucas, Meryl Streep, Gwyneth Paltrow, Meg Ryan, Courtney Love, Ed Begley Jr. și Ellen Barkin. Meryl Streep, o prietenă apropiată a lui Fisher, a interpretat cântecul preferat al acesteia, "Happy Days Are Here Again".

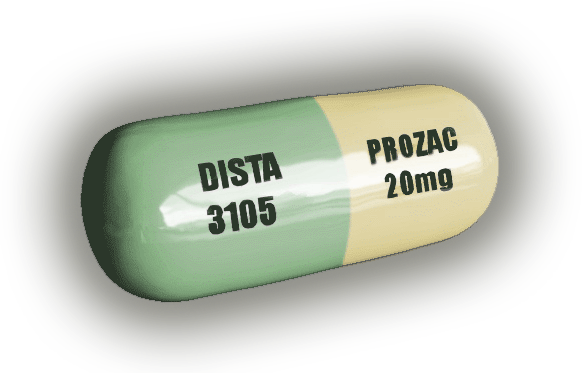
Prozac, denumirea comercială pentru Fluoxetină, antidepresiv folosit pe scară largă în SUA

Carrie Fisher a suferit de tulburare bipolară și a folosit medicamente (adeseori în exces) obținute pe rețetă și cocaină pentru a face față manifestărilor bolii. La înmormântarea lui Carrie și a mamei sale  Debbie Reynolds, rămășițele sale pământești au fost aduse de fratele său, Todd Fisher, într-o urnă având forma unei capsule uriașe, alb-verzuie, de Prozac.

## Filmografie

### Filme
| An   | Titlu                                                  | Rol                          | Note                       |
| ---- | ------------------------------------------------------ | ---------------------------- | -------------------------- |
| 1975 | Shampoo                                                | Lorna Karpf                  | [ 103 ]                    |
| 1977 | Războiul stelelor - Episodul IV: O nouă speranță       | Prințesa Leia Organa         | [ 103 ]                    |
| 1980 | Războiul stelelor - Episodul V: Imperiul contraatacă   | Prințesa Leia Organa         | [ 103 ]                    |
| 1980 | The Blues Brothers                                     | Mystery Woman                | [ 103 ]                    |
| 1981 | Under the Rainbow                                      | Annie Clark                  | [ 47 ]                     |
| 1983 | Războiul stelelor - Episodul VI: Întoarcerea lui Jedi  | Prințesa Leia Organa         | [ 116 ]                    |
| 1984 | Garbo Talks                                            | Lisa Rolfe                   | [ 116 ]                    |
| 1985 | The Man with One Red Shoe                              | Paula                        | [ 103 ]                    |
| 1986 | Hannah și surorile ei                                  | April                        | [ 103 ]                    |
| 1986 | Hollywood Vice Squad                                   | Betty Melton                 | [ 47 ]                     |
| 1987 | Amazon Women on the Moon                               | Mary Brown                   | Segment: "Reckless Youth"  |
| 1987 | The Time Guardian                                      | Petra                        | [ 116 ]                    |
| 1988 | Întâlnire cu moartea                                   | Nadine Boynton               | [ 47 ]                     |
| 1989 | The 'Burbs                                             | Carol Peterson               | [ 47 ]                     |
| 1989 | Loverboy                                               | Monica Delancy               | [ 47 ]                     |
| 1989 | She's Back                                             | Beatrice                     | [ 116 ]                    |
| 1989 | Când Harry a cunoscut-o pe Sally                       | Marie                        | [ 103 ]                    |
| 1990 | Sweet Revenge                                          | Linda                        | [ 47 ]                     |
| 1990 | Sibling Rivalry                                        | Iris Turner-Hunter           | [ 116 ]                    |
| 1991 | Drop Dead Fred                                         | Janie                        | [ 47 ]                     |
| 1991 | Soapdish                                               | Betsy Faye Sharon            | [ 47 ]                     |
| 1991 | Hook                                                   | Femeia care se sărută pe pod | Necreditat                 |
| 1992 | This Is My Life                                        | Claudia Curtis               | [ 47 ]                     |
| 1997 | Austin Powers și organizația secretă                   | Terapeut                     | Necreditat                 |
| 2000 | Scream 3                                               | Bianca                       | [ 47 ]                     |
| 2000 | Lisa Picard Is Famous                                  | Ea însăși                    | [ 118 ]                    |
| 2001 | Heartbreakers                                          | Ms. Surpin                   | [ 116 ]                    |
| 2001 | Jay and Silent Bob Strike Back                         | Călugărița                   | [ 47 ]                     |
| 2002 | A Midsummer Night's Rave                               | Mama Miei                    |                            |
| 2003 | Charlie's Angels: Full Throttle                        | Maica Superioară             | [ 116 ]                    |
| 2003 | Wonderland                                             | Sally Hansen                 | [ 116 ]                    |
| 2004 | Stateside                                              | Mrs. Dubois                  |                            |
| 2005 | Undiscovered                                           | Carrie                       |                            |
| 2007 | Suffering Man's Charity                                | Cameo                        | [ 119 ]                    |
| 2007 | Cougar Club                                            | Glady Goodbey                | [ 120 ]                    |
| 2008 | The Women                                              | Bailey Smith                 | [ 116 ]                    |
| 2009 | Fanboys                                                | Doctor                       | [ 116 ]                    |
| 2009 | White Lightnin'                                        | Cilla                        | [ 116 ]                    |
| 2009 | Sorority Row                                           | Mrs. Crenshaw                | [ 116 ]                    |
| 2010 | Wishful Drinking                                       | Ea însăși                    | Documentar                 |
| 2014 | Maps to the Stars                                      | Ea însăși                    | [ 122 ]                    |
| 2015 | Războiul stelelor - Episodul VII: Trezirea Forței      | Generalul Leia Organa        | [ 123 ]                    |
| 2016 | Lumini strălucitoare: Carrie Fisher și Debbie Reynolds | Ea însăși                    | Documentar                 |
| 2017 | Star Wars: Episode VIII                                | Generalul Leia Organa        | Post-producție; rol postum |

### Televiziune
| An        | Titlu                                     | Rol                       | Note                                                                           |
| --------- | ----------------------------------------- | ------------------------- | ------------------------------------------------------------------------------ |
| 1969      | Debbie Reynolds and the Sound of Children | Girl Scout                | Film de televiziune                                                            |
| 1977      | Come Back, Little Sheba                   | Marie                     | Film de televiziune                                                            |
| 1978      | Ringo                                     | Marquine                  | Film de televiziune                                                            |
| 1978      | Leave Yesterday Behind                    | Marnie Clarkson           | Film de televiziune                                                            |
| 1978      | Saturday Night Live                       | Rolul ei (gazdă)          | Episodul: "Carrie Fisher/The Blues Brothers"                                   |
| 1978      | Star Wars Holiday Special                 | Princess Leia             | Special TV                                                                     |
| 1982      | Laverne & Shirley                         | Cathy                     | Episodul: "The Playboy Show"                                                   |
| 1984      | Faerie Tale Theatre                       | Thumbelina                | Episodul: "Thumbelina"                                                         |
| 1984      | Frankenstein                              | Elizabeth                 | Film de televiziune                                                            |
| 1985      | From Here to Maternity                    | Veronica                  | Scurtmetraj TV                                                                 |
| 1985      | George Burns Comedy Week                  | Mitzi                     | Episodul: "The Couch"; episod pilot al serialului "Leo & Liz in Beverly Hills" |
| 1985      | Happily Ever After                        | Alice Conway (voce)       | Film de televiziune                                                            |
| 1986      | Liberty                                   | Emma Lazarus              | Film de televiziune                                                            |
| 1986      | Sunday Drive                              | Franny Jessup             | Film de televiziune                                                            |
| 1987      | Amazing Stories                           | Laurie McNamara           | Episodul: "Gershwin's Trunk"                                                   |
| 1989      | Two Daddies                               | Alice Conway (voce)       | Film de televiziune                                                            |
| 1989      | Trying Times                              | Enid                      | Episodul: "Hunger Chic"                                                        |
| 1995      | Present Tense, Past Perfect               |                           | Scurtmetraj TV                                                                 |
| 1995      | Frasier                                   | Phyllis (voce)            | Episodul: "She's the Boss"                                                     |
| 1995      | Ellen                                     | Rolul ei                  | Episodul: "The Movie Show"                                                     |
| 1997      | Gun                                       | Nancy                     | Episodul: "The Hole"                                                           |
| 1998      | Dr. Katz, Professional Therapist          | Roz Katz (voice)          | Episodul: "Thanksgiving"                                                       |
| 2000      | Sex and the City                          | Rolul ei                  | Episodul: "Sex and Another City"                                               |
| 2001      | These Old Broads                          | Hooker                    | Film de televiziune; și scenaristă și producător co-executiv                   |
| 2002      | A Nero Wolfe Mystery                      | Ellen Tenzer              | Episodul: "Motherhunt"                                                         |
| 2003      | Good Morning, Miami                       | Judy Silver               | Episodul: "A Kiss Before Lying"                                                |
| 2004      | Jack & Bobby                              | Madison Skutcher          | Episodul: "The First Lady"                                                     |
| 2005      | Smallville                                | Pauline Kahn              | Episodul: "Thirst"                                                             |
| 2005      | Romancing the Bride                       | Edwina                    | Film de televiziune                                                            |
| 2005–2016 | Family Guy                                | Angela (voice)            | 20 episoade                                                                    |
| 2007      | Odd Job Jack                              | Dr. Finch                 | Episodul: "The Beauty Beast"                                                   |
| 2007      | Weeds                                     | Avocatul Celiei           | Episodul: "The Brick Dance"                                                    |
| 2007      | Side Order of Life                        | Dr. Gilbert               | Episodul: "Funeral for a Phone"                                                |
| 2007      | 30 Rock                                   | Rosemary Howard           | Episodul: "Rosemary's Baby"                                                    |
| 2008      | Robot Chicken: Star Wars Episode II       | Prințesa Leia / Alte voci | Special TV                                                                     |
| 2008      | Bring Back ... Star Wars                  | Rolul ei                  | Documentar TV                                                                  |
| 2009      | Celebrity Ghost Stories                   | Rolul ei                  | [ 137 ]                                                                        |
| 2010      | Wright vs. Wrong                          | Joan Harrington           | Film de televiziune                                                            |
| 2010      | Entourage                                 | Anna Fowler               | Episodul: "Tequila and Coke"                                                   |
| 2012      | Comedy Central Roast of Roseanne          | Rolul ei (roaster)        | Comedy special                                                                 |
| 2012      | It's Christmas, Carol!                    | Eve                       | Film de televiziune                                                            |
| 2014      | The Big Bang Theory                       | Rolul ei                  | Episodul: "The Convention Conundrum"                                           |
| 2014      | Legit                                     | Angela McKinnon           | Episodul: "Licked"                                                             |
| 2014–2016 | Girlfriends' Guide to Divorce             | Cat                       | 2 episoade                                                                     |
| 2015      | Catastrophe                               | Mia                       | 4 episoade                                                                     |

### Jocuri video
| An   | Titlu                               | Rol de voce          |
| ---- | ----------------------------------- | -------------------- |
| 1994 | Super Star Wars: Return of the Jedi | Prințesa Leia Organa |
| 2012 | Dishonored                          | Female Broadcaster   |
| 2016 | Lego Star Wars: The Force Awakens   | Prințesa Leia Organa |

## Lucrări publicate

### Romane
- Postcards from the Edge, 1987, ISBN 0-7434-6651-9
- Surrender the Pink, 1990, ISBN 0-671-66640-1
- Delusions of Grandma, 1993, ISBN 0-684-85803-7
- Hollywood Moms, 2001, (introduction), ISBN 978-0810941571
- The Best Awful There Is, 2004, ISBN 0-7434-7857-6

### „Non-fiction”
- Wishful Drinking, 2008, ISBN 1-4391-0225-2
- Shockaholic, 2011, ISBN 978-0-7432-6482-2
- The Princess Diarist, 2016, ISBN 978-0-399-17359-2

### Scenarii de film
- Postcards from the Edge, 1990
- These Old Broads, 2001
- E-Girl (2007)[142]
- Doctored screenplays include Sister Act (1992), Last Action Hero (1993)[143] and The Wedding Singer (1998)

### Piese de teatru
- Wishful Drinking, 2006[144]
- Wishful Drinking, 2008[145]
- A Spy in the House of Me, 2008[146]

## Legături externe
- Site web oficial
- Carrie Fisher la Internet Movie Database
- en Carrie Fisher la Internet Broadway Database
- Carrie Fisher la TCM Movie Database
- Carrie Fisher la Allmovie
- Working the Edge, a 1990 Entertainment Weekly cover story profiling Fisher